# Legelővölgy
Legelővölgy (1899-ig Psurnovicz, szlovákul Pšurnovice) Nagybiccse város része, egykor önálló község Szlovákiában, a Zsolnai kerület Nagybiccsei járásában.

## Fekvése
Nagybiccsétől 2 km-re északnyugatra fekszik.

## Története
Magyar neve onnan keletkezett, hogy a falu Peredmér község legelőjéből alakult ki.
A 18. század végén Vályi András így ír róla: „PSURNOVICZ. Tót falu Trentsén Vármegyében, földes Ura Hg. Eszterházy Uraság, lakosai katolikusok, és másfélék is, fekszik Kollároviczhoz közel, Petrovicznak szomszédságában, mellynek filiája; határjának földgye sovány, harmadik osztálybéli.”
Fényes Elek 1851-ben kiadott geográfiai szótárában így ír a faluról: „Psurnovicz, tót falu, Trencsén vmegyében, Bicsétől nyugotra 1/2 óra. Számlál 522 kath. lak. F. u. h. Eszterházy. Ut. p. Zsolna.”
A településnek 1910-ben 484, túlnyomóan szlovák lakosa volt. A trianoni békéig Trencsén vármegye Nagybiccsei járásához tartozott.
1970-ben 675 szlovák lakta.

## Külső hivatkozások
- Legelővölgy Szlovákia térképén

## Lásd még
- Nagybiccse
- Kisbiccse
- Rabó
- Vágagyagos